# Братья Шириновы
Умуд Адиль оглы Ширинов (азерб. Umud Adil oğlu Şirinov; род. 21 декабря 1978) и Сабир Адиль оглы Ширинов (азерб. Sabir Adil oğlu Şirinov; род. 11 апреля 1984) — азербайджанские предприниматели из Украины, получившие известность после того, как спасли семью из попавшего в аварию горящего автомобиля.

## Биография
Умуд Ширинов родился 21 декабря 1978 года в посёлке Бегимли Зердабского района Азербайджанской ССР. Его брат Сабир Ширинов родился 11 апреля 1984 года в том же посёлке. У братьев есть также три сестры.
Когда Умуду было 15 лет, семья в связи с работой отца Адиля Ширинова переехала на Украину. Достигнув совершеннолетия, братья вернулись в Азербайджан для службы в армии, а позже вернулись на Украину. Позднее родители Шириновых вернулись на Родину и живут в Зердабе. У братьев же на Украине свой мелкий бизнес. Они живут в городе Николаеве и являются членами Конгресса азербайджанцев Украины в Николаевской области.
Находясь в Херсонской области, Сабиру Ширинову удалось спасти попавшую зимой в аварию женщину. Её машина разбилась, а она сама получила травму головы. Сабир надел ей на голову шапку, чтобы не видеть состояние головы, и доставил в больницу. Там врачи сказали, что благодаря шапке клетки мозга не успели замёрзнуть и женщина осталась жива.
Несмотря на то что братья живут на Украине, они отказываются получать украинское гражданство, так как не хотят отказываться от гражданства Азербайджана.

## Авария 19 января 2019 года
Вечером 19 января 2019 года братья ехали с работы домой. Около 19:00 на дороге при въезде в Николаев близ села Зайчевское они заметили, что произошло ДТП: у зерновоза MAN оторвался прицеп и сбил с трассы ехавший из Херсона кроссовер Kia Sorento, который слетел в кювет и загорелся. Увидев скопление людей, братья вышли и по признанию Умуда Ширинова, намеревались выяснить у столпившихся людей прочему ими не установлен предупредительный знак, так как сами чуть не попали в аварию.
Вдруг братья услышали детский плач, доносящийся из уже горящей машины. Братья сразу же спустились к машине, выбили стекло (двери были заблокированы), Умуду удалось через разбитое стекло вытащить 2-летнего ребёнка Максима Пасикова. Пока Умуд спасал ребёнка и поднимал наверх, Сабир через багажник вытащил женщину, мать ребёнка Кристину Пасикову. Братья спешили, так как знали, что в машине был газовый баллон, который мог взорваться. Никто из собравшихся не спускался к машине, опасаясь за свои жизни. Пока братья поднимали женщину, машина стала гореть сильнее. Женщина попросила вытащить и её мужа, Алексея Пасикова, который был за рулём и находился без сознания. Шириновы на мгновение засомневались, но потом рискнули и вытащили также мужчину, которого придавило сиденьем. Через пару минут газовый баллон взорвался, однако никто не погиб. Мужчина получил травму головы, ребёнок сломал ногу, женщина же имела серьёзные повреждения тела, травму позвоночника и перелом бедра. После спасения семьи приехали сотрудники ГСЧС, журналисты и скорая помощь, забравшая пострадавших в больницу.
На следующий день братья Шириновы проведали спасённую ими семью в больнице. Они оказали также материальную помощь пострадавшим.

## Награждения
25 января в Николаевском областном совете председателем областной рады Викторией Москаленко братьям Шириновым были вручены награды «Крест Святого Николая». 30 января посольство Азербайджана на Украине вручило братьям Шириновым специальную награду. 31 января братьям Шириновым было вручено благодарственное письмо министра культуры Украины Евгения Нищука. Также глава Конгресса азербайджанцев Украины Ровшан Тагиев вручил братьям почётные дипломы.
Затем по приглашению президента Азербайджанской Республики Ильхама Алиева Умуд и Сабир Шириновы приехали в Азербайджан. Распоряжением президента Азербайджана № 913 от 31 января 2019 года братья Шириновы за личное мужество, проявленное во время спасения людей, находящихся в опасности, были награждены медалями «За отвагу». 1 февраля президент Азербайджана Ильхам Алиев встретился с братьями и лично вручил им награды. 2 февраля в городе Зердаб состоялась встреча представителей общественности с братьями Шириновыми. 12 февраля братья вернулись на Украину.
21 марта городской голова города Николаев Александр Сенкевич наградил братьев Шириновых почётным знаком Николаевского городского головы «За заслуги перед городом Николаевом».

## Личная жизнь
Умуд Ширинов женат, у него двое сыновей-близнецов. Сабир Ширинов также женат, у него сын и дочь.